# Équipe d'Ouganda féminine de handball
Dernière mise à jour : 13 mars 2021.
L'équipe d'Ouganda féminine de handball est la sélection nationale représentant l'Ouganda dans les compétitions internationales de handball féminin.
La sélection est médaillée de bronze au Championnat d'Afrique des nations 1974.

## Parcours
Championnats d'Afrique des nations
- 1974 –
- 1976 – 4e
- 1979 – 5e